# Cinta Font Margalef
Cinta Font Margalef (Benisanet, 10 de abril de 1905-Tarragona, 18 de noviembre de 1986) fue una militante de Esquerra Republicana de Catalunya (ERC), matrona, practicante, docente y funcionaria de la Generalidad. Sufrió la represión franquista y vivió exiliada en Francia y México hasta 1961.

## Biografía

### Formación
Cinta Rafaela Font Margalef, nacida en Benisanet en la Ribera de Ebro en 1905. Fue la primera de los seis hijos del agricultor Josep M. Font Bartolí y M. de la Cinta Margalef Ripoll. Estudió solfeo y aprendió a tocar el violín. Estudió en la Escuela Normal de Maestros de Tarragona y más tarde se inscribió en la Universidad de Barcelona con la intención de estudiar medicina, pero las dificultades económicas de la familia la hicieron elegir dos carreras cortas. El 3 de noviembre de 1925 se sacó el título de matrona y el 26 de abril de 1929 el de enfermera practicante. Empezó a trabajar con el doctor Pere Nubiola Espinós, catedrático de Obstetricia de la Universidad de Barcelona, y después abrió un consultorio en el barrio de Pueblo Nuevo. Sin embargo, volvió a su pueblo para trabajar primero como matrona y después también como practicante titular.

### República y guerra civil
En 1931 se casó en Tortosa con su amigo de infancia Artur Bladé i Desumvila, periodista, escritor y fundador de la sección de Esquerra Republicana en la Ribera del Ebro. Ese mismo año se registró como practicante en la Inspección Provincial de Sanidad de Tarragona y su carné profesional, entregado el 19 de agosto de 1931, llevó asignado el número 2. En marzo de 1932 nació Artur, su único hijo.
Los hechos del 6 de octubre de 1934, en que se proclamó el Estado Catalán afectaron gravemente a su familia: dos de sus hermanos fueron recluidos en el barco prisión Manuel Arnús, su marido tuvo que esconderse y ella fue destituida de su plaza de matrona titular de Benisanet.
Durante la guerra civil Artur Bladé que, siguiendo los consejos de su esposa había realizado la carrera de practicante, fue movilizado en el frente como sanitario en varios hospitales. Ella en la retaguardia desarrolló una intensa vida laboral con frecuentes cambios de destino. Durante unos meses fue Jefe de servicio del Centro Correccional de Mujeres de Barcelona, y desde el 22 de noviembre de 1937 fue enfermera titular del Dispensario General Antituberculoso de la Generalidad. Su hijo Artur se había quedado con los abuelos maternos en Benisanet, pero al acercarse la frente al pueblo, los abuelos y el niño se trasladaron a Barcelona.

### Exilio
Con la derrota del bando republicano, Cinta Font y su marido fueron objetivo de las autoridades franquistas. Él se exilió en Francia el 8 de febrero de 1939 y fue internado en el campo de concentración de Arles-sur-Tech; más tarde fue a París y a Perpiñán. Cinta Font se había quedado en Barcelona con su hijo, de siete años. Tras ser interrogada por el paradero de su marido, decidió marchar también a Francia con el niño. Después de varios intentos fallidos de atravesar la frontera, llegaron a La Guingueta de ix de la Alta Cerdaña.
El 12 de junio de 1939 la familia se reunió en Montpellier, donde Bladé se encontraba en la residencia de refugiados catalanes desde el 30 de abril e intentaba regularizar su situación. Mientras, la Delegación Especial para la Información de Residentes en Territorio Liberado (DIRTL) había dictado una orden de depuración y captura contra Cinta Font, en la que indicaban que «por tratarse de persona peligrosísima se halla sujeta a expediente de depuración»".
Con el estallido de la Segunda Guerra Mundial y la ocupación de una parte de Francia por las tropas del Tercer Reich, la Familia Bladé-Font se vio forzada a buscar un lugar seguro y decidieron emigrar a México. El 14 de abril de 1942, después de haber vendido todas las pertenencias, intentaron embarcar en Marsella, pero no consiguieron pasajes. Tuvieron que esperar una nueva expedición que zarpó el 8 de septiembre en dirección a Orán. Tras cambiar de barco y afrontar los peligros del océano Atlántico y de los submarinos alemanes, llegaron a Veracruz el 16 de octubre de 1942. El Orfeó Català de Mèxic —implantado en Ciudad de México desde 1905— y la comunidad catalana organizaron una fiesta de bienvenida en honor de los refugiados llegados en el barco Nyassa, entre los que se encontraban Cinta Font, su marido y su hijo.
Consiguieron una vivienda y pudieron matricular a su hijo en el Colegio Madrid, dirigido por el maestro y periodista vasco Jesús Revaque Garea con los criterios de la Escuela libre. Cinta Font puso en práctica sus conocimientos de botánica y medicina y empezó a elaborar una crema hidratante que tuvo éxito. Con las ganancias de las ventas pudo alquilar un piso mayor y abrir su propia consulta de ginecología y obstetricia, atendiendo además a los partos hospitalarios en la clínica del doctor Josep Gispert i Vila.
Mejoraron su situación económica y personal. Se relacionaron con personalidades relevantes, como el médico y político Salvador Armendares, el oftalmólogo Eduard Neira Laporte y el doctor Rafael Trueta y Raspall, uno de los fundadores del Instituto Mexicano del Seguro Social.

### Retorno a España
Regresaron a España y el 10 de octubre de 1982 el BOE publicó una ley de amnistía que reconocía sus derechos como exfuncionarios de la Generalidad Republicana. Además pudieron recuperar la nacionalidad española.  
Cinta Font murió el 18 de noviembre de 1986 a los ochenta y un años, dejando un amplio legado bibliográfico y textos inéditos recuperados por su hijo Artur Bladé Font, entre los que destaca el dietario del exilio De Francia a México, escrito a bordo del barco Nyassa en septiembre del año 1942.